# 横須賀 (浜松市)
横須賀（よこすか）は、静岡県浜松市浜名区の大字。住居表示未実施。

## 地理
浜松市浜名区の東部、北浜地区の中西部に位置する。東で寺島及び高畑、西で沼及び貴布祢、南で中条、北で西美薗と接する。

## 歴史

### 町名の由来
天竜川の砂州の横にあることから。また、「すか」は砂土を意味する東海地方の方言である。

### 沿革
- 1889年（明治22年）4月1日 - 町村制の施行により、長上郡横須賀村が周辺の村と合併し、長上郡美島村となる[WEB 8]。旧村名は美島村の大字として残る[WEB 9]。
- 1896年（明治29年）4月1日 - 郡制の施行により、美島村の所属郡が浜名郡に変更となる。
- 1908年（明治41年）1月1日 – 美島村と平貴村の一部が合併し、北浜村となる。
- 1956年（昭和31年）4月1日 – 北浜村が周辺の町村と合併して浜北町となる。
- 1963年（昭和38年）7月1日 – 浜北町が市制施行して浜北市となる。
- 2005年（平成17年）7月1日 – 浜北市外10市町村が浜松市に編入される。
- 2007年（平成19年）4月1日 - 浜松市が政令指定都市となる。横須賀は浜北区の一部となる。
- 2024年（令和6年）1月1日 - 浜松市の行政区再編により、横須賀は浜名区の一部となる。

## 施設
- 浜松市立北浜小学校
- 浜北郵便局
- やまと興業 本社・本社工場
- スギ薬局浜松横須賀店
- セブン-イレブン浜北横須賀店
- 臨済宗方広寺派 藥王山 宝珠寺
- 稲荷神社
- 諏訪神社

## 交通

### 道路
- 静岡県道363号高薗貴布祢線

## その他

### 学区
小学校・中学校の学区は以下の通りである。
- 浜松市立北浜小学校（横須賀上・横須賀東・横須賀西・沼町内会）
- 浜松市立北浜南小学校（寺島南・中条北町内会）
- 浜松市立北浜中学校

### 警察
警察の管轄区域は以下の通りである。
| 番・番地等 | 警察署     | 交番・駐在所 |
| ---------- | ---------- | ------------ |
| 全域       | 浜北警察署 | 北浜交番     |

### 消防
消防の管轄区域は以下の通りである。
| 番・番地等 | 消防署     | 本署/出張所 |
| ---------- | ---------- | ----------- |
| 全域       | 浜北消防署 | 本署        |

### WEB
1. ↑  “h02_22.csv”.   総務省 (2022年2月10日). 2024年10月18日閲覧。
2. ↑  “静岡県浜松市浜北区横須賀 (221360080)｜国勢調査町丁・字等別境界データセット”.   人文学オープンデータ共同利用センター. 2024年10月28日閲覧。
3. ↑  “静岡県 浜松市浜名区 横須賀の郵便番号 - 日本郵便”.   日本郵便. 2024年10月18日閲覧。
4. ↑  “市外局番の一覧”.   総務省 (2022年3月1日). 2024年10月18日閲覧。
5. ↑  “事業所案内及び管轄地域（事務所3件、分室3件）”.   一般社団法人静岡県自動車会議所. 2024年10月18日閲覧。
6. ↑  “住居表示実施状況／浜松市”.   浜松市 (2024年1月4日). 2024年10月18日閲覧。
7. ↑  “解説ページ”.   株式会社エア. 2024年12月10日閲覧。
8. ↑  “historyofcities.pdf”.   静岡県総務部合併推進室・財団法人静岡県市町村振興協会. 2024年10月18日閲覧。
9. ↑  “解説ページ”.   株式会社エア. 2024年10月18日閲覧。
10. ↑  “学校名から探す／浜松市”.   浜松市 (2024年1月1日). 2024年10月18日閲覧。
11. ↑  “北浜交番｜静岡県警察”.   静岡県警察 (2024年1月1日). 2024年10月18日閲覧。
12. ↑  “消防署の町別管轄「よ」／浜松市”.   浜松市 (2023年4月3日). 2024年10月18日閲覧。